# Веселе (зупинний пункт)
Веселе — залізничний зупинний пункт Конотопської дирекції Південно-Західної залізниці.
Розташований біля однойменного села Менського району Чернігівської області на лінії Бахмач-Пасажирський — Деревини між станціями Мена (14 км) та Низківка (5 км).
До 2024 року носив назву 64-й кілометр.